# ドゥシャン・カーライ
ドゥシャン・カーライ（スロバキア語: Dušan Kállay、1948年6月19日 - ）は、スロバキアの版画家、絵本作家、イラストレーター。

## 人物
1948年、チェコスロバキアのブラチスラヴァ(現・スロバキアの首都)で生まれる。1966年より1972年までブラチスラヴァ美術大学で学んだ。1970年代初頭より世界各地の展覧会などに挿絵、絵画、グラフィックス、蔵書票、アニメーションなどで詩的で多才な作品を発表し、頭角を現わし始めた。
1990年よりブラチスラヴァ美術大学で教職に就いてグラフィックスの学部を指導する。

## 作品・著者
- 不思議の国のアリスの挿絵 (日本語版は1990年に新潮社より出版 ISBN 4105223011)
- ミーシャ・ダミヤン Dezember und seine Freunde. (日本語版『12月くんの友だちめぐり』西村書店 1988年 ISBN 4890138161)
- バルバラ・バルトス=ヘップナー Zaubertopf und Zauberkugel. (日本語版『魔法のなべと魔法のたま』ほるぷ出版, 1990年 ISBN 4593502535)
- カーライ (日本語版『どきどきおんがくかい』〈こどものとも年少版, 246号〉福音館書店 1997年 NCID BA50936503)

## 受賞
- 1973年、1975年、ブラティスラヴァ世界絵本原画展(BIB)にて金のりんご賞を受賞。
- 1983年、ブラティスラヴァ世界絵本原画展にてグランプリを受賞。
- 1987年、シルバーヒューゴ賞を受賞。
- 1988年、国際アンデルセン賞にて画家賞を受賞。